# Limanowa
Limanowa este un oraș în județul Limanowa, Voievodatul Polonia Mică, cu o populație de 15.146 locuitori (2010) în sudul Poloniei.

## Istorie
Limanowa este menționat în documente din 1496, când a fost documentat ca Ilmanowa, o proprietate rurală care a aparținut membrilor șleahtei (nobilimea poloneză). În 1520, dreptul de proprietate asupra bunurilor a trecut de la familia Słupski la Achacy Jordan.
Limanowa a devenit oraș în 1565, după ce i-a fost acordat drepturi orășenești de Regele Sigismund August. Locuitorii nu au fost obligați să plătească impozite Coroanei pentru o perioadă de treizeci de ani, de-a lungul căreia orașul s-a dezvoltat rapid. Cu toate acestea, puterea sa economică a scăzut din cauza ciumei, și distrugerilor cauzate de invazia suedeză din 1655 .
În timp ce orașul a fost în mod constant afectat de incendii din cauza clădirilor sale din lemn, o mare parte din infrastructura sa a fost distrusă de foc în 1759.
Cu ocazia partițiilor Poloniei Limanowa a fost încorporat în provincia austriacă Galiția, și a fost reconstruit. Orașul a început să se dezvolte ca centru comercial, găzduind peste optsprezece târguri pe an.
În timpul Primului Război Mondial, Limanowa a fost situat pe  Frontul de Est. În primele luni ale războiului, a fost locul Bătăliei de la Limanowa între 1 decembrie și 09 decembrie 1914, în care armata austro-ungară a respins o ofensivă rusească între Limanowa și Cracovia.
În [[al Doilea Război Mondial orașul a fost invadat de către soldații germani, și a fost înființat un ghetou. Orașul a suferit pierderi grele, ca rezultat al ocupației, 472 de oameni au fost împușcați ca ostatici și participanți la conspirație, 123 au fost luați ca prizonieri și duși în lagărele de concentrare, 91 de persoane au murit în al Treilea Reich, 47 au murit luptând în război, și de 3053 de persoane din populația evreiască din Limanowa lui au fost uciși.

## Personalități din Limanowa
- Zygmunt Berling (1896-1980), general și politician polonez
- Teresa Dzielska, actriță poloneză
- Jakub Kot, schior polonez
- Maciej Kot (n. 1991), schior polonez
- Justyna Kowalczyk, schior polonez
- Katarzyna Zielińska, actriță poloneză

## Orașe înfrățite cu Limanowa
- Niles, SUA [1]
- Truskavets, Ucraina